# بلایشاروده
شهر بلایشاروده در ایالت تورینگن در کشور آلمان واقع شده است.

## نگارخانه

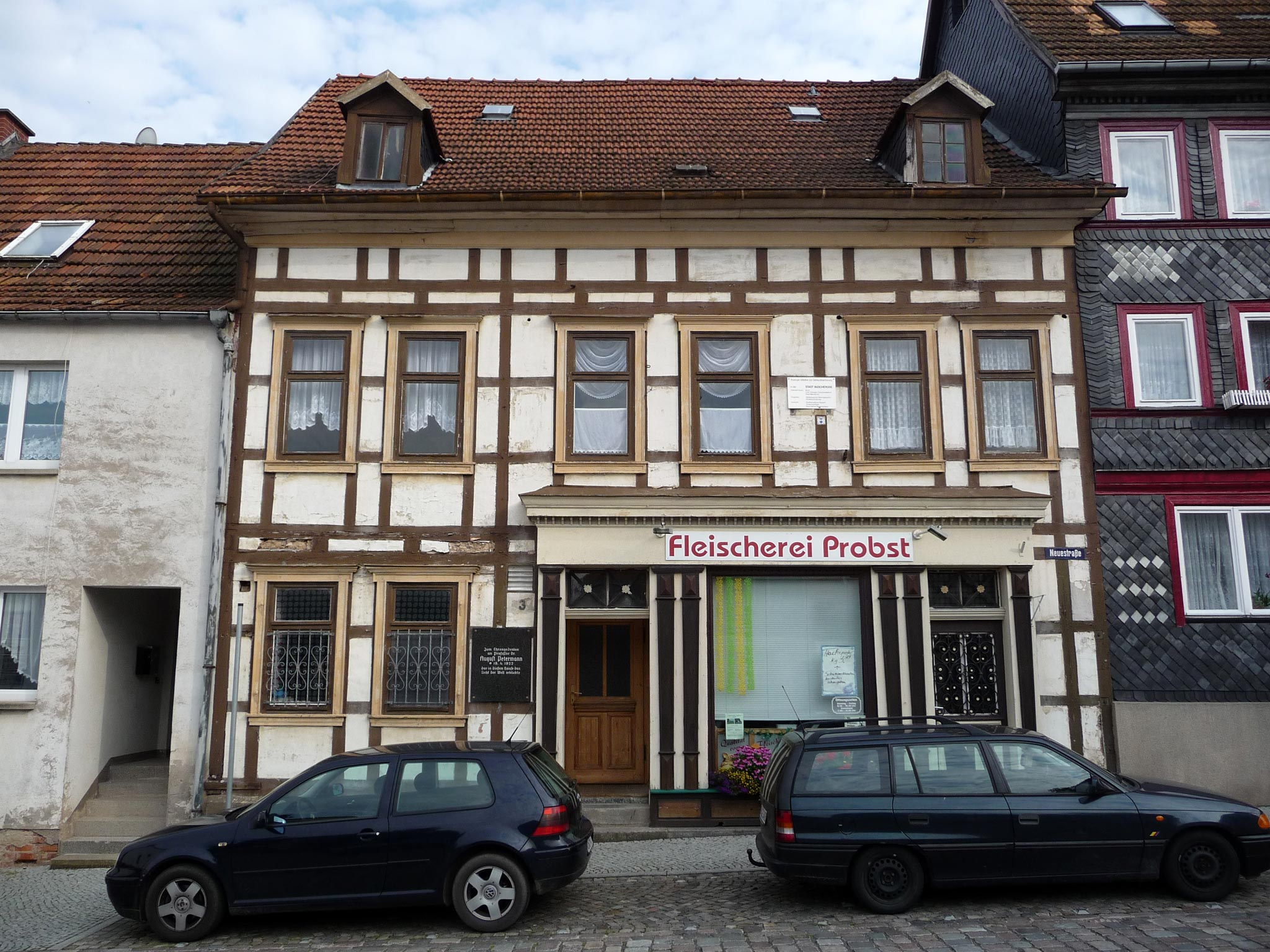
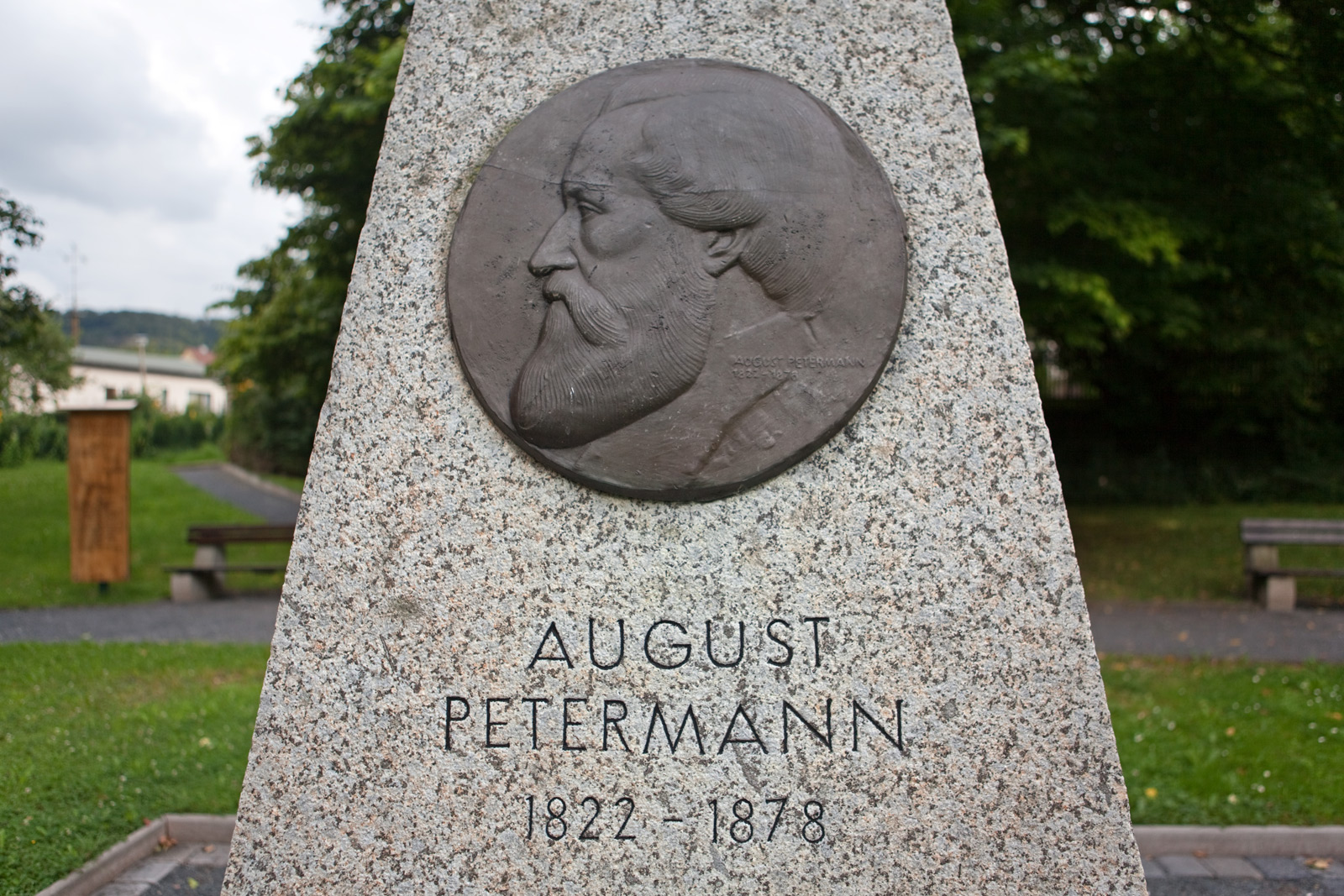